# Eduard Hildebrandt

Eduard Hildebrandt (født 9. september 1818 i Danzig, død 25. oktober 1868 i Berlin) var en tysk landskabsmaler. 
Han var elev af Wilhelm Krause i Berlin og Eugène Isabey i Paris; særlig under den sidste udvikledes den sans for det udpræget maleriske, på bekostning af formgivning og tegning, der blev hans kunsts væsensmærke. På talrige rejser gik han på jagt efter dette maleriske, således på den store Brasilienrejse ("Tropisk regn", "Brasiliansk urskov" etc), en tur til Spanien, De Canariske Øer etc. 1847—49 ("Aften på Madeira" [1850, guldmedaille. "Pie de Teneriffa"). Rejsen til Nordafrika, Palæstina bragte blandt andet "Nilbred", "Det Døde Hav" og de fire Prospekter fraPalæstina i Potsdams Orangeri; 1856 satte han en ny rekord med "Midnatssolen ved Nordpolen", og endelig kunde han med jordomsejlingsrejsen 1862—63 opnå fuldt ud, hvad han selv har betegnet som sit mål: at iagttage "de fænomener, som hav, luft og fastland frembringer under de mest forskelligartede himmelstrøg".
En kolossal oroduktion, af olie- og særlig vellykkede vandfarvebilleder, er blevet følgen af denne vide studiemark, der imidlertid ofte har forledt Hildebrandt til et virtuosmageri i gengivelsen af slående farveeffekter i lys og luft. En stor mængde af Hildebrandts akvareller er købte af den preusssike konge, i Berlins Nationalgalleri ses blandt andet Kronborg ved Helsingør (1857). Hildebrandts dagbøger fra hans rejse om jorden udgav Kossak 1867 (7. oplag 1882), en del af hans skitser fra samme rejse er blevne mangfoldiggjorte gennem farvetryk. 1855 blev Hildebrandt professor og medlem af Kunstakademiet i Berlin.